# 가미노다촌
가미노다촌(上野田村)은 사이타마현 미나미사이타마군에 설치되었던 촌이다. 현재의 시라오카시 중동부에 해당한다.